# Laeospira moerchi
Laeospira moerchi är en ringmaskart som först beskrevs av Levinsen 1883.  Laeospira moerchi ingår i släktet Laeospira och familjen Serpulidae. Inga underarter finns listade i Catalogue of Life.